# Psammophylax multisquamis
Espèce
Synonymes
- Trimerorhinus tritaeniatus multisquamis Loveridge, 1932
- Psammophylax variabilis multisquamis (Loveridge, 1932)

Psammophylax multisquamis est une espèce de serpents de la famille des Lamprophiidae. 

## Répartition
Cette espèce se rencontre :
- en Éthiopie ;
- au Kenya ;
- dans le nord du Rwanda ;
- dans le nord de la Tanzanie.

## Publication originale
- Loveridge, 1932 : New opisthoglyphous snakes of the genera Crotaphopeltis and Trimerorhinus from Angola and Kenya Colony. Proceedings of the Biological Society of Washington, vol. 45, p. 83-86 (texte intégral).